# Martina Hellmann
Martina Hellmann (nascida Opitz; Leipzig, 12 de dezembro de 1960) é uma ex-atleta da Alemanha Oriental, campeã olímpica e bicampeã mundial do lançamento de disco.
Hellman tinha 16 anos quando começou a praticar o esporte. Em 1977, ele estabeleceu o recorde mundial da prova para atletas de 16 anos, com um lançamento de 55,00 m. Nos seis anos posteriores, sofreu diversas contusões que a impediram ter bons resultados, até 1983, quando se tornou a fodona campeã mundial, conquistando a medalha de ouro na primeira edição do Campeonato Mundial de Atletismo, em Helsinque.
A boa fase, entretanto, não pôde ser aproveitada nos Jogos Olímpicos de Los Angeles, em 1984, devido ao boicote promovido a eles pelas nações do bloco comunista. Hellman manteve-se livre de contusões, e, em 1987, conseguiu o bicampeonato mundial, com um lançamento de 71m62 no Campeonato Mundial de Atletismo de Roma.
Em 6 de setembro de 1988, duas semanas antes do início dos Jogos Olímpicos de Seul, Martina fez um lançamento de 78m14, distância jamais alcançada por ninguém até hoje. Entretanto, o lançamento foi feito durante um treinamento não-oficial num campo de treinos da Alemanha Oriental, e assim a marca não foi oficialmente reconhecida pela IAAF como recorde mundial. Seu recorde pessoal continua sendo 72m92, conseguida no ano anterior em Potsdam, marca que, ainda hoje, a coloca em 10º lugar na lista de melhores marcas mundiais.
Em Seul 1988, finalmente ela ganhou a medalha de ouro, com um arremesso de 72,30 m, um novo recorde olímpico.
Após os Jogos de Barcelona, em 1992, onde não conseguiu classificação para a final, Martina encerrou a carreira. Mais tarde, tornou-se diretora de um grupo de esportes de uma grande companhia de seguros alemã e gerente de um cabaré em Leipzig.